# Docalidia bistyla
Docalidia bistyla är en insektsart som beskrevs av Nielson 1979. Docalidia bistyla ingår i släktet Docalidia och familjen dvärgstritar. Inga underarter finns listade i Catalogue of Life.